# Pat Miletich
Patrick Jay "The Croatian Sensation" Miletich, född 9 mars 1966 i Davenport, Iowa, är en amerikansk MMA-utövare och tränare. Han blev den första mästaren i UFC:s welterviktdivision (dåvarande lättvikt) den 16 oktober 1998 på UFC Brazil då han besegrade Mikey Burnett och han kom att försvara sin titel fyra gånger innan han förlorade den till Carlos Newton på UFC 31. Miletich är även grundare av Miletich Fighting Systems som tränas av bland andra Matt Hughes (före detta welterviktmästare i UFC), Tim Sylvia (före detta tungviktsmästare i UFC), Jens Pulver (före detta lättviktsmästare i UFC) och Robbie Lawler (mellanviktsmästare i Elite XC.)
Miletich vann sina femton första MMA-matcher innan han förlorade mot Matt Hume. Han debuterade i UFC på UFC 16 där han vann lättviktsturneringen. På efterföljande UFC Brazil blev han titelhållare i dåvarande lättviktsklassen (nuvarande weltervikt), en titel som han kom att försvara fem gånger. Efter att ha vunnit ytterligare en match efter att ha förlorat titeln valde han att gå upp en viktklass och börja tävla i mellanvikt. I sin första match som mellanviktare förlorade han dock mot Matt Lindland och bestämde sig för att ta en paus från tävlandet. Vid sidan av ringen driver han gymmet Miletich Fighting System som har tränat 11 UFC-mästare. Dessutom tränade han tvåfaldiga mästarna Quad Cities Silverbacks i International Fight League.